# Алияга
Алия́га (Аллияга; укр. Алія́га) — пересыхающая река на территории Одесской области Украины. Длина реки — 65 км, площадь бассейна — 467 км². 
Берёт начало вблизи пгт Тарутино, протекает по территории Тарутинского, Арцизского и Килийского районов Одесской области, впадает в озеро Китай. 
Притоки — Новоселовка, Ташлык (оба левые). На Алияге и её притоках сооружено множество запруд и небольших водохранилищ.